# Cinq journées de Milan
Vous lisez un « bon article » labellisé en 2013.
Ne doit pas être confondu avec Soulèvement de Milan (1814) ou Insurrection de Milan (1853).
Première guerre d'indépendance italienne
Batailles
- Cinq journées de Milan
- Pastrengo
- Santa Lucia
- Vicence
- Cornuda
- Curtatone et Montanara
- Goito
- Custoza
- Milan
- Novare

Les cinq journées de Milan est l'expression qui désigne la révolution que connaît Milan dans le prolongement du Printemps des peuples et qui commence le 18 mars 1848 contre l'autorité de l'empire d'Autriche. Milan est alors une des capitales du royaume lombardo-vénitien. Les impériaux qualifient ces événements de guerre civile tandis que les Milanais parlent de mouvement de libération face à une occupation étrangère.
À l'issue de cinq jours de combats, la population de la ville chasse les autorités et les troupes autrichiennes. La municipalité instaure un gouvernement provisoire modéré en conflit avec les opposants milanais, républicains et fédéralistes présents dans la ville. La municipalité fait appel à son voisin, le roi Charles-Albert de Sardaigne, qui voit là l'occasion d'agrandir son royaume. Charles-Albert déclare la guerre à l’Autriche et annexe la Lombardie, qu'il est cependant contraint d'abandonner après ses revers militaires, ce qui l'oblige à abdiquer.
L'insurrection provoque une vive émotion et attire à elle des éléments révolutionnaires, comme Mazzini et Garibaldi alors exilés, suscitant de larges craintes chez les monarchistes.
L'insurrection constitue, dans l'historiographie du Risorgimento, un des épisodes majeurs de l'unification italienne, car elle est la seule initiative populaire victorieuse d’envergure et inaugure les événements qui vont conduire à l'unité de l'Italie.

## Prémices
Après la révolution qui renverse Louis-Philippe Ier en France, les Hongrois se soulèvent et demandent à l'Autriche l'application d'une constitution moderne, démocratique et représentative. Les étudiants viennois réclament à leur tour la liberté de la presse et la réforme des institutions. L'armée réprime violemment la contestation qui s'étend au reste de la population. L'empereur Ferdinand Ier d'Autriche décide alors de se séparer du chancelier Metternich avant d'accepter une constitution et de former un nouveau gouvernement. La révolution s'étend cependant à tout l'empire, notamment dans le royaume lombardo-vénitien, où Venise est la première à s'insurger.
Milan est, conjointement avec Venise, l'une des capitales du royaume lombardo-vénitien, un État dépendant de l'Empire autrichien constitué par la volonté de Metternich au cours du congrès de Vienne, qui suit la chute de l'Empire napoléonien. Les principales villes de la péninsule italienne disposent d'une intelligentsia qui mène depuis de nombreuses années une activité nationaliste. Il en est ainsi, à Venise, avec Daniele Manin et, à Milan, avec Carlo Cattaneo.
Dès janvier 1848, la situation à Milan s'envenime. Un boycott du tabac (« sciopero del fumo »), destiné à pénaliser les taxes du gouvernement autrichien, s'aggrave, provoquant des exactions de la part des troupes impériales et la mort de 6 personnes et 50 blessés,. Ces événements s'étendent à d'autres villes, notamment Pavie, et contribuent à augmenter la haine de la population envers les Autrichiens. Vienne applique une politique répressive et décrète l'arrestation de militants nationalistes. Le 30 janvier, le transit des armes et munitions de guerre est interdit et, le 1er février, la censure est instaurée, ce qui provoque de nouveaux désordres. Le 17 mars, la nouvelle de l'insurrection viennoise arrive à Milan.

## Insurrection à Milan
Au cours de ces journées, le vice-roi du royaume lombardo-vénitien, l'archiduc Rainier d'Autriche, et le gouverneur de Milan, Johann Baptist Spaur, sont tous deux absents. Seul le maréchal Radetzky, un général octogénaire mais énergique et rigide, assure l’intérim. À Milan, la garnison autrichienne est nombreuse, 14 000 hommes puissamment armés, essentiellement des Hongrois, Croates et autres Slaves.

### 18 mars

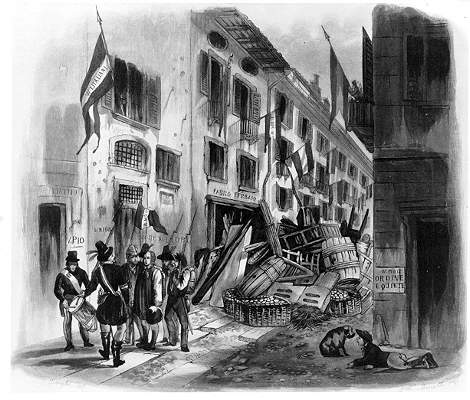
Barricades

Le comte O'Donnell, qui remplace le gouverneur absent, annonce l'intention de l'empereur de faire une loi sur la presse et de réunir, avant le 3 juillet, une assemblée des différentes nationalités sous l'emprise autrichienne. Les intentions étant trop imprécises, Attilio De Luigi, mazzinien, et d'autres nationalistes décident d'organiser une manifestation populaire. Ils évoquent aussi les noms des futurs membres d'un gouvernement provisoire.
Cesare Correnti prépare une proclamation qui demande la liberté de la presse, la création d'une garde civile, la convocation d'une représentation nationale et la neutralité de l'armée. Le podestat Gabrio Casati et certains membres de la municipalité constituent l'aile modérée et souhaitent obtenir des concessions de Vienne mais se refusent à une insurrection armée.
Contrairement aux Vénitiens, qui souhaitent l'autonomie, les Milanais envisagent l'union avec le Piémont, tout en espérant une action militaire de celui-ci, ce qui les mettrait à l'abri d'une répression autrichienne. Certains, comme Carlo Cattaneo, méfiants à l'égard de Charles-Albert de Sardaigne et sceptiques quant au succès d'une révolution, souhaitent quant à eux obtenir une autonomie de la Lombardie.
Un groupe armé de Milanais, qui précède l'arrivée de Casati devant le palais du gouverneur, tue une sentinelle et capture O'Donnell. Celui-ci est alors contraint de signer trois décrets : la destitution du chef de la police, l'ordre à la police de remettre ses armes à la municipalité et la création de la garde civile. Casati, Cernuschi et des insurgés sont pris dans une fusillade orchestrée par un détachement autrichien et, alors qu'ils recherchent encore une solution pacifique, le chef de la police, Torresani-Lanzfeld, refuse les décrets d'O'Donnell obtenus sous la contrainte.
La garde civile se forme spontanément tandis que Radetzky organise rapidement des contre-mesures. Les détachements autrichiens sortent des casernes et occupent les points stratégiques. La population organise les premières barricades, jette par les fenêtres le mobilier et les matelas. Les premiers tirs avec un armement sommaire ont lieu, accompagnés de jets de vases de fleurs depuis les balcons et de tuiles depuis les toits.
Les Autrichiens capturent une centaine de personnes dont des conseillers municipaux et l'ancien général Teodoro Lechi, à peine a-t-il accepté le commandement des milices révolutionnaires. Celles-ci sont ensuite conduites à la Rocchetta, au château des Sforza, où un grand nombre d'entre elles reste jusqu'à la fin de l'insurrection tandis que d'autres vont être emmenées par Radetzky comme otages.

### 19 mars

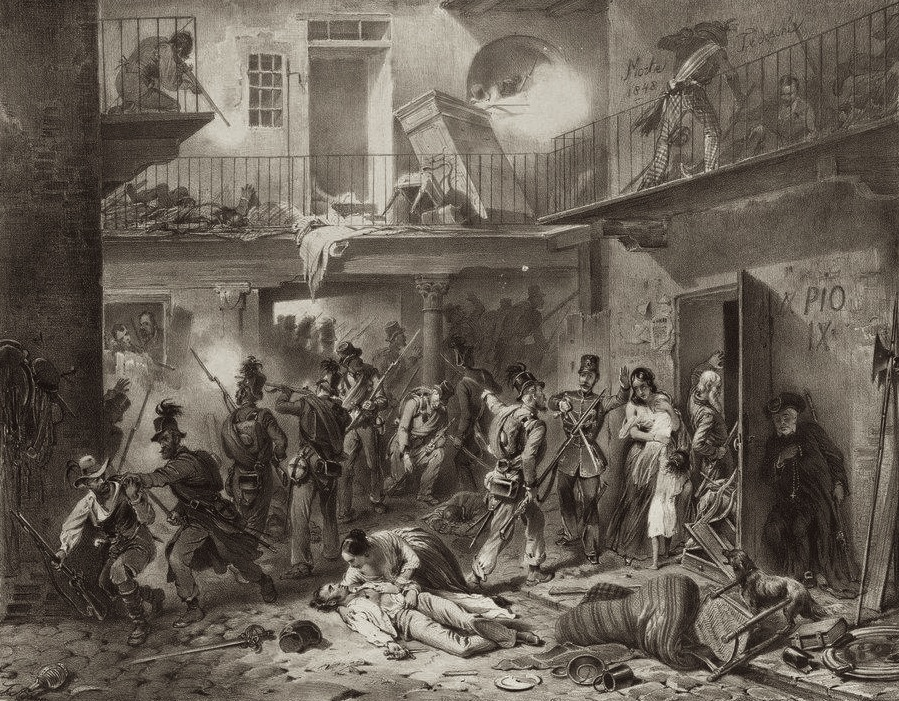
Chasseurs tyroliens en action à Milan

Toute la ville se révolte, les détachements autrichiens se trouvent isolés par 1 600 barricades qui communiquent entre elles par l'intermédiaire des Martinitt, les enfants des orphelinats. Les révolutionnaires sont de toutes les tendances : parmi eux, on trouve des mazziniens, des fédéralistes, des partisans de la monarchie piémontaise ainsi que d'ardents catholiques. Une des barricades est tenue par des séminaristes et la population en appelle au pape Pie IX en raison du crédit dont il bénéficie grâce aux mesures qu'il a prises : amnistie générale pour les détenus et les exilés politiques et adoption d'une constitution,.
Radetzky menace de bombarder la ville dont les insurgés sont des ouvriers, des artisans, des étudiants et de nombreuses femmes qui ne disposent que de peu d'armes. Des meneurs se révèlent comme Manara, Cernuschi, Agostino Anfossi. Les Autrichiens abandonnent le centre au profit du château et des bastions.
Tandis que les combats s'amplifient, Cattaneo forme un conseil de guerre avec Cernuschi, Clerici et Terzaghi afin de coordonner l'insurrection, notamment pour prendre les portes de la ville et rallier la campagne lombarde. La communication entre les deux positions se fait par des ballons dont l'objectif est de mobiliser la Lombardie.
Dès que l'insurrection est connue, elle suscite une vive émotion dans toute la péninsule italienne. Les premiers secours arrivent de Côme, Pavie et même de la Suisse italienne. Les patriotes génois demandent à partir pour Milan, on note la présence de Nino Bixio et de Goffredo Mameli qui part, dans la nuit, avec 300 mazziniens. Des volontaires viennent d'autres régions. Ils sont cependant stoppés dans leur marche par les troupes piémontaises qui leur interdisent le passage. Les volontaires, souvent républicains, font plus peur au roi Charles-Albert que les Autrichiens. Les premiers n'arrivent à Milan que le 23 alors que la ville est libérée.
Radetzky propose une trêve à laquelle Casati est favorable, espérant toujours la concession de réformes par Vienne. Cattaneo sent le danger d'une telle trêve qu'il n'est prêt à accepter que contre le départ de Radetzky du royaume lombardo-vénitien. En deux occasions, les 19 et 20 mars, le comité insurrectionnel réuni (casa Taverna) refuse l’armistice, notamment celui du major Ettinghausen. Casati mène une négociation auprès de Charles-Albert que les événements ont pris au dépourvu. Celui-ci ne souhaite pas s'engager le premier dans un conflit contre les Autrichiens et accepte de n'intervenir qu'en cas de violation de ses frontières ou de demande d'aide de la municipalité milanaise, ceci afin de se justifier auprès des gouvernements européens.
Enrico Martini, après une entrevue avec Charles-Albert, se rend à Milan, garantissant une intervention militaire si la municipalité se constitue en gouvernement provisoire. La Concordia, journal turinois, appelle à la guerre immédiate.

### 20 mars

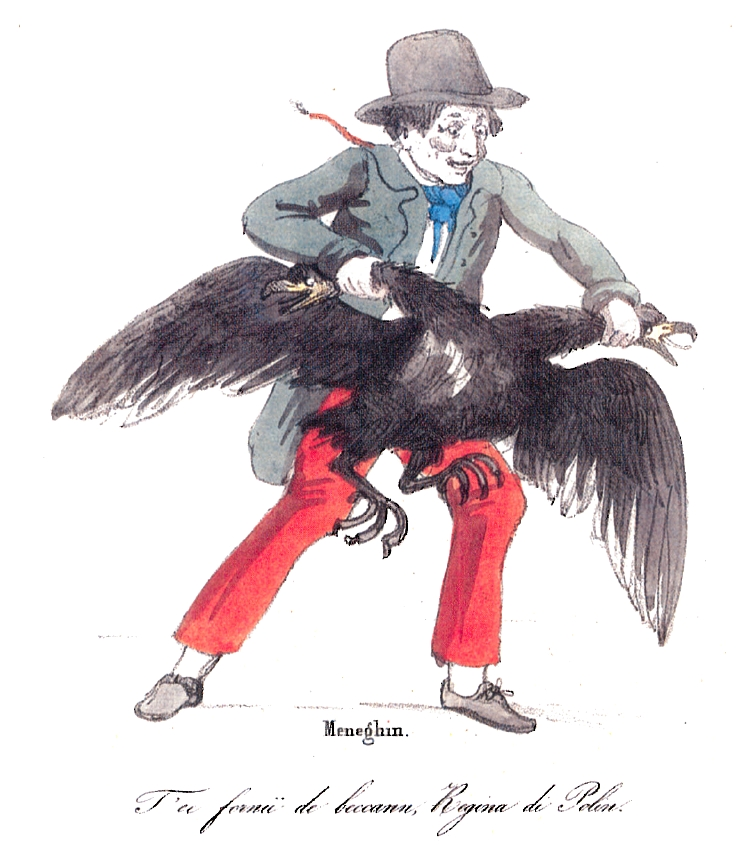
Image de propagande.

Les combats se poursuivent et il apparaît désormais nécessaire de mettre en œuvre une direction politique et militaire ce que, jusqu'à présent, Casati se refusait à faire, souhaitant représenter exclusivement la municipalité. Il se décide enfin dans la matinée et, par une ordonnance, il annonce que les décrets d'O'Donnell prennent effet en raison de l'« absence de l'autorité politique ». L’ordonnance prévoit aussi quatre comités exécutifs et la direction de la police par Bellati. Les comités exécutifs sont : un Comité de vigilance à la sécurité des personnes (Comitato di vigilanza alla sicurezza personale) appelé plus simplement Comité de sécurité publique (Comitato di pubblica sicurezza) dont le président est le docteur Angelo Fava,, les questions financières, la subsistance et la défense de la ville. Le comte Francesco Borgia, le général Lechi, Alessandro Porro, Enrico Guicciardi, l'avocat Anselmo Guerrieri-Gonzaga et le comte Giuseppe Durini sont nommés collaborateurs de la municipalité.
La position de la municipalité est ambiguë : Casati, malgré une révolution victorieuse, s'appuie uniquement sur les décrets extorqués à O'Donnell, prisonnier. En effet, la municipalité et ses représentants font partie du courant aristocratique modéré et ils s’emploient à éviter que la révolution prenne une tournure démocratique voire républicaine et à ne pas trop se compromettre face à l'autorité autrichienne et ainsi se démarquer des insurgés.
Dans l'après-midi, à la suite de la formation du conseil de guerre de Cattaneo, Casati émet une ordonnance par laquelle il annonce que tous les pouvoirs sont concentrés aux mains de la municipalité. Gaetano Strigelli et le comte Vitaliano Borromeo viennent renforcer l'équipe municipale. Anfossi monte sur le Duomo occupé jusqu'alors par les chasseurs tyroliens, et érige le drapeau tricolore.

### 21 mars
Torresani-Lanzfeld, chef de la police depuis 26 ans et apprécié par Metternich pour sa fidélité, quitte Milan suivi de tous les membres de l'administration autrichienne.
Un gouvernement provisoire est constitué. Il comprend Casati, Vitaliano Borromeo, Marco Greppi, Giuseppe Durini, Anselmo Guerriri Gonzaga, Pompeo Litta, Gaetano Strigelli, Cesare Giulini, Antonio Beretta, Alessandro Porro et Correnti comme secrétaire,. Le nouveau gouvernement nomme Martini ambassadeur auprès de Turin avec la requête d'une intervention.
Les combats tournent à l'avantage des insurgés ; dans le palais de la via Monte di Pietà, 160 soldats autrichiens sont assiégés. Au cours de ce combat, Anfossi est tué. Les Autrichiens ne tiennent plus que quelques points que les insurgés conquièrent avec de lourdes pertes. La caserne de San Simpliciano, le collège de San Luca et les bureaux de la police de San Simone tombent. Radetzky, en difficulté et à court de vivres, envisage la retraite.

### 22 mars
Dans la matinée, Cattaneo, après avoir écarté la constitution d'un second gouvernement à orientation démocratique, présente la démission du conseil de guerre, proposant de le fondre dans le comité de défense. Par cette décision, il cède aux éléments modérés du gouvernement, se plaçant en situation de subordination alors qu'il soutenait le projet d'une lutte fédérale et nationale de l'Italie pour l'indépendance.
La population est victorieuse porta Tosa et porta Comasina, permettant la liaison avec l'extérieur, l'arrivée des renforts et l'approvisionnement. Radetzky rassemble ses troupes autour du château et fait bombarder la ville pour protéger sa retraite qui débute à 23 heures. Il reprend la porta Tosa et sort de la ville laissant derrière lui un millier de morts, de blessés et de prisonniers.
Pour célébrer ce jour, le journal officiel du gouvernement provisoire est appelé précisément « Il 22 marzo ». Il a son siège dans le palais des comtes Lucini Passalacqua, rue Monti di Pietà.

## Issue des événements

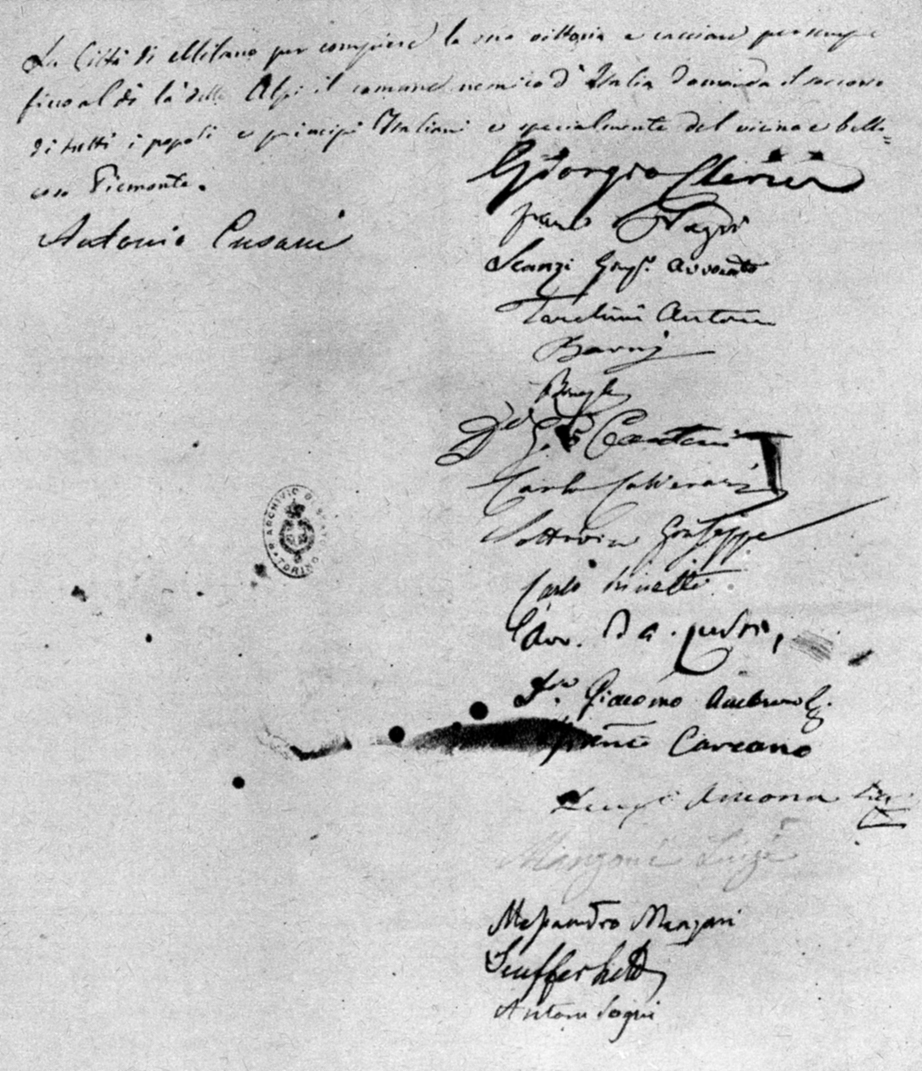
Demande d'intervention de l'armée piémontaise ; parmi les signataires, on trouve l'écrivain Alessandro Manzoni.

### Entrée en guerre du Piémont
Le 23 mars, l'armée autrichienne n'a plus de base en Lombardie et, le 2 avril, elle se retranche dans les forteresses du quadrilatère.
Le 23, Martini rejoint Turin. Il informe Charles-Albert de Sardaigne de la fuite de Radetzky et lui remet la lettre tant attendue. Charles-Albert établit une proclamation et, portant l'écharpe tricolore, il annonce, depuis le balcon de son palais, l'intervention piémontaise qui signe le début de la première guerre d'indépendance italienne tandis que Cavour publie dans le Risorgimento un long article en faveur de la guerre.
Les mouvements de l'armée piémontaise sont lents, parce que de nombreux officiers de carrière ne sont pas convaincus de la réussite de cette guerre tandis que d'autres montrent de l'aversion envers les révolutionnaires. La traversée du Tessin a lieu le 25 mars et l'entrée dans Milan le 26. La progression des troupes est lente, permettant à Radetzky une retraite aisée. Il s'agit de la première guerre de Charles-Albert et celui-ci manque cruellement d'expérience. Il est entouré de généraux peu expérimentés et de son ministre de la guerre Franzini. Chacun émet son avis, ce qui rend le commandement confus,.
Désormais, à Milan, de nombreux journaux et cercles politiques se créent. Beaucoup d'exilés, parmi lesquels Giovanni Berchet et Giuseppe Ferrari, rentrent et sont inquiets de l'alliance avec le Piémont. Le 7 avril, Giuseppe Mazzini se rend à Milan où il est acclamé. Le 30 avril, il participe à une réunion avec les responsables de l'opposition, Ferrari, Cattaneo, Cernuschi, avec qui il s'oppose, privilégiant l'indépendance italienne à la démocratie et à la république alors que ceux-ci souhaitent renverser le gouvernement provisoire.
Pour financer l'armée et les dépenses militaires, le 27 mars, le gouvernement provisoire lance un emprunt sans intérêt qui connaît peu de succès. Le 8 avril, il décide, en accord avec les membres des gouvernements insurrectionnels des autres villes de la Lombardie, de constituer un gouvernement provisoire central de Lombardie en associant un membre de chaque province.
Durant cette même période, le Grand-duché de Toscane et les États pontificaux, qui ont octroyé une constitution, autorisent l'envoi de soldats afin, pour les premiers, de soutenir la guerre contre l'Autriche sans même une déclaration de guerre et, pour les seconds, de protéger leurs frontières. Le général pontifical Giovanni Durando outrepasse ses ordres et traverse le Pô au secours de Venise. En mai, c'est le royaume des Deux-Siciles qui envoie des troupes commandées par Guglielmo Pepe. Ces interventions correspondent à la politique et à l'état d'esprit de Charles-Albert qui pense que « L'Italia farà da sè » (« L'Italie se fera toute seule »).
Malgré quelques victoires, Charles-Albert ne réussit pas à vaincre définitivement Radetzky, ce qui permet à ce dernier de recevoir d'Autriche les renforts tant attendus. Les difficultés pour les Piémontais restent les mêmes : trop de personnes au commandement et un manque d'expérience flagrant qui conduit à des erreurs tactiques.

### Mainmise et abandon du Piémont

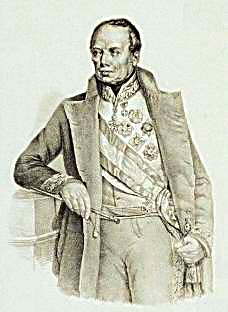
Le feld-maréchal Radetzky

Gioberti et de nombreux agents piémontais convainquent les responsables de la Lombardie réticents d'accepter la fusion de la Lombardie avec le royaume de Sardaigne et viennent à bout des dernières résistances des républicains. Un décret qui proclame la fusion est publié le 12 mai.
Le 29 mai, un plébiscite est organisé contre l'avis des démocrates, dont Mazzini, car il était prévu que le gouvernement provisoire convoquerait une assemblée lombarde. Le résultat est favorable à l'annexion (561 002 voix pour, 681 contre) et, le 28 juin, la chambre de Turin vote le projet de loi, approuvé par 127 voix favorables et 7 contraires, qui prévoit : « L'immédiate union de la Lombardie et des provinces de Padoue, Vicence, Trévise et Rovigo, qui a été votée par ces populations et acceptée. La Lombardie et les dites provinces forment avec les États sardes et avec les autres déjà unis, un seul royaume ».
La nouvelle de la défaite de Custoza du 25 juillet suscite inquiétudes et discussions à Milan. L'opinion générale est que la ville doit être défendue avec l'aide de l'armée piémontaise. Seuls les grands propriétaires préfèrent l'ancien régime autrichien aux révolutionnaires. Sous la pression de Cattaneo, de Mazzini, des républicains et des démocrates de tous bords, le gouvernement provisoire de la Lombardie met en place, le 27 juillet, un comité de défense publique qui pourvoit dans les plus brefs délais et avec efficacité, aux aspects militaires, financiers et de police.
Le 1er août, des commissaires royaux pour la Lombardie sont nommés par Turin conformément à la loi sur le régime transitoire. Il s'agit du général Angelo Olivieri di Vernier, du député Massimo Cordero di Montezemolo et de Gaetano Strigelli. Le lendemain, le gouvernement provisoire se transforme en consulte extraordinaire. L'objectif du roi est d'empêcher que, dans Milan, le parti républicain prenne le pouvoir ou qu'une éventuelle victoire populaire renverse la monarchie,.
Des désaccords naissent entre les commissaires royaux et les membres du comité. Le 4 août, Olivieri proteste contre les membres du comité, soutenant qu'il ne leur appartient pas d'organiser les barricades et d'en appeler à la mobilisation en prévision de l'arrivée des Autrichiens alors que des combats opposent, au sud-est de la ville, trois divisions piémontaises aux Autrichiens.
Les illusions de la révolution et de l'indépendance se terminent cependant avec les accords d'armistice des 4 et 5 août qui suivent la défaite piémontaise de Custoza contraignant Charles-Albert à signer l'armistice Salasco. Les protestations du comité restent sans effet quand Olivieri communique les termes de l'accord austro-piémontais : le roi remet la ville à Radetzky, qui y pénètre le 6 août à midi tandis que les troupes piémontaises se retirent au-delà du Tessin,.

## Conséquences
Charles-Albert reprend les hostilités en mars 1849 mais il est de nouveau battu à Novare et il abdique alors en faveur de son fils Victor-Emmanuel. Cavour, qui accède au gouvernement, met en œuvre une politique de rapprochement avec la France, ce qui lui paraît indispensable pour affronter le puissant empire d’Autriche, soutenu en cela par Victor-Emmanuel. Milan connaît une nouvelle insurrection démocratique en 1853, réveillant les fantômes de 1848. La politique de Cavour conduit aux accords de Plombières et à la participation de la France lors de la Deuxième guerre d'indépendance italienne qui permet l'annexion définitive de Milan et de la Lombardie par le traité de Zurich, en 1859, et la fin de toutes velléités républicaines.

## Hommages

### Monuments

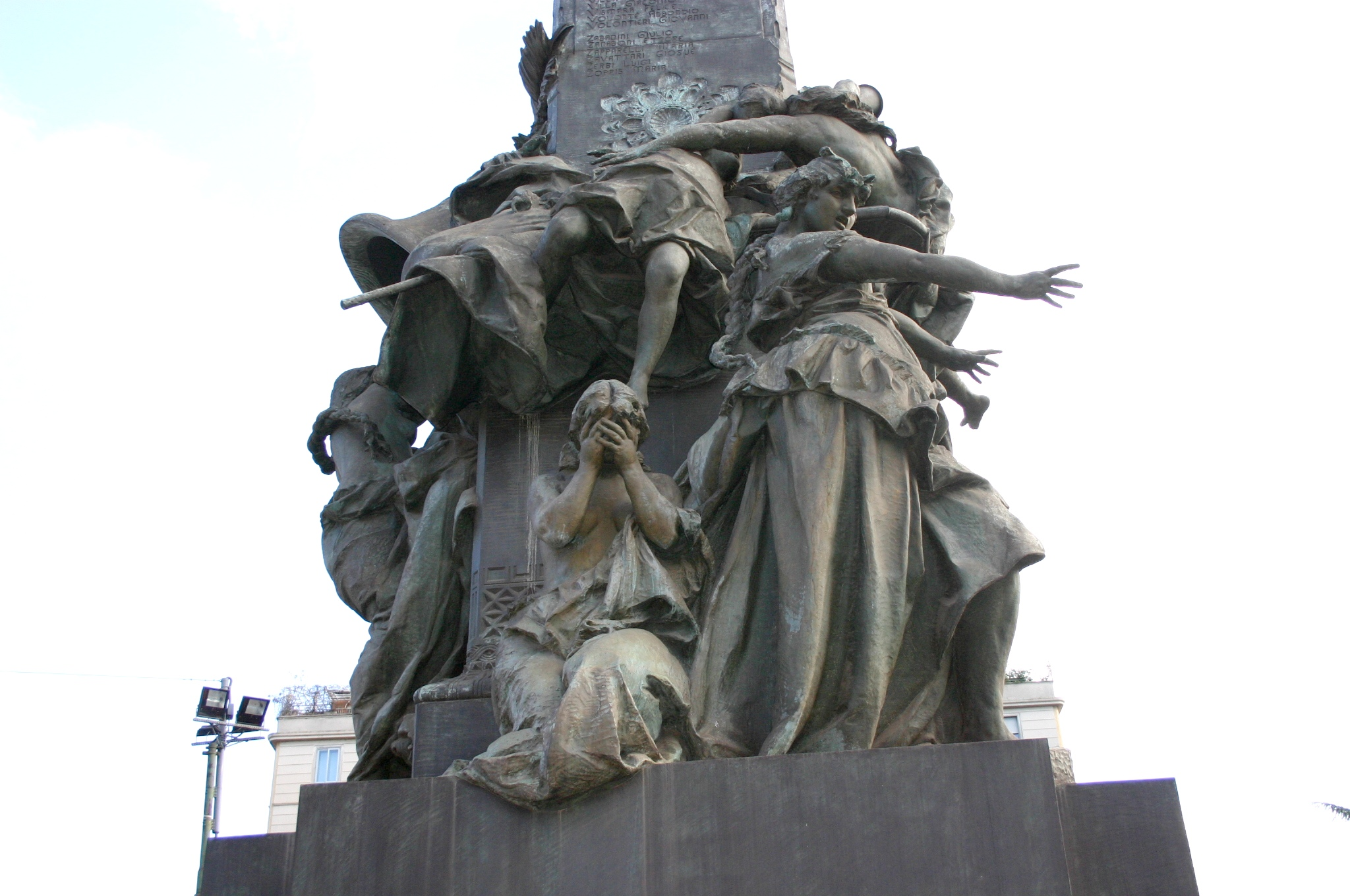
Détail du monument.

À Milan, la place Tosa prend le nom de place de la Victoire. S'y dresse un obélisque réalisé en 1881 par Giuseppe Grandi, après que le premier vainqueur du concours, Luca Beltrami, renonce à sa réalisation. Autour de l’obélisque, cinq personnages féminins symbolisent les cinq journées : le tocsin, la douleur, l'incitation, la faim et la victoire. L'étoile au sommet de l'obélisque symbolise le nouveau jour. Les rues qui entourent la place rappellent les protagonistes des événements.

### Filmographie
- Cinq Jours à Milan (Le cinque giornate) est un film italien historique de Dario Argento réalisé en 1973.